# 1909年逝世人物列表
1909年逝世人物列表：1月 - 2月 - 3月 - 4月 - 5月 - 6月 - 7月 - 8月 - 9月 - 10月 - 11月 - 12月
下面是1909年逝世的知名人士列表。

## 1月

### 1日
- 莫莉·伊芙琳·摩爾·大衛斯，美國詩人、作家和編輯

### 2日
- 瑪爾塔·阿佈雷烏，古巴慈善家

### 6日
- 喬治·迪克森，加拿大出生的美國拳擊手

### 8日
- 哈里·西利，英國古生物學家

### 10日
- 裘莉婭·科爾曼，美國節制教育家、活動家、編輯和作家
- 查理斯·弗農·卡爾弗，美國政治家

### 11日
- 約瑟夫·沃頓，美國實業家和教育家。

### 12日
- 赫尔曼·闵可夫斯基，德國數學家

### 14日
- 亞瑟·威廉·貝克特，英國記者
- 季諾維·羅熱斯特文斯基，俄羅斯海軍上將

### 15日
- 阿諾德·楊森，德國羅馬天主教神父和聖人

### 22日
- 哈蒂·泰恩·格裡斯沃爾德，美國作家

### 24日
- 彼得·奧勒良，羅馬尼亞第19任總理

### 27日
- 貝努瓦-康斯坦特·科奎林，法國戲劇演員

### 30日
- 瑪莎·芬利，美國教師、作家

## 2月

### 5日
- 亞歷山大·聖伊夫·德·阿爾維德，法國神秘學家

### 8日
- 卡圖勒·門德斯，法國詩人

### 13日
- 漢斯·彼得·約根·朱利葉斯·湯姆森，丹麥化學家

### 17日
- 傑羅尼莫，阿帕奇領袖
- 弗拉基米尔·亚历山德罗维奇，俄羅斯軍官和貴族

### 20日
- 保羅·蘭森，法國畫家

### 26日
- 卡蘭·達切，法國政治漫畫家
- 赫尔曼·艾宾浩斯，德國心理學家

## 3月

### 6日
- 古斯塔夫·蓋耶斯坦，瑞典小說家

### 13日
- 威廉·傑克遜·帕爾默，美國科羅拉多斯普林斯創始人

### 16日
- 第一代埃格頓伯爵威爾布拉漢姆·埃格頓，曼徹斯特船舶運河主席

### 24日
- 約翰·米林頓·辛格，愛爾蘭劇作家

### 25日
- 魯佩托·查皮，西班牙作曲家

## 4月

### 1日
- 馬歇爾·克拉克，英國殖民地行政長官

### 3日
- 帕斯夸爾·塞韋拉-托佩特，西班牙海軍上將

### 8日
- 海倫娜·莫傑斯卡，波蘭女演員

### 10日
- 阿尔加侬·斯温伯恩，英國詩人

### 13日
- 唐納德·柯里，英國航運巨頭

### 14日
- 米格尔·华雷斯·塞尔曼，阿根廷第10任總統

### 19日
- 西涅·林克，出生於格陵蘭島的丹麥作家、民族學家

### 28日
- 弗雷德里克·霍爾布魯克，佛蒙特州州長

## 5月

### 2日
- 曼努埃尔·阿马多尔·格雷罗，巴拿馬第一任總統

### 4日
- 海倫·瑪律·赫德，美國教師和詩人

### 7日
- 亞歷克西斯·托特，俄羅斯東正教領袖和聖人

### 9日
- 奧古斯塔·簡·埃文斯，美國南方文學作家

### 10日
- 二葉亭四迷，日本作家、翻譯家

### 12日
- 休·高夫，英國將軍，維多利亞十字勳章獲得者
- 伯莎·湯森，美國網球冠軍

### 17日
- 海爾格·亞歷山大·豪根，美國銀行業高管

### 18日
- 伊萨克·阿尔贝尼斯，西班牙作曲家
- 喬治·梅雷迪思，英國小說家、詩人

### 20日
- 歐內斯特·霍根，非裔美國舞蹈家、音樂家和喜劇演員

## 6月

### 10日
- 愛德華·埃弗雷特·黑爾，美國作家和歷史學家

### 14日
- 阿方索·佩纳，巴西第六任總統

### 24日
- 莎拉·奧恩·朱維特，美國作家

### 28日
- 楊士驤——清末直隸總督

## 7月

### 8日
- 加斯东·德·加利费，法國將軍

### 9日
- 卡西米爾·費利克斯·巴德尼伯爵，西萊塔尼亞第13任部長兼總統

### 11日
- 西蒙·紐康，加拿大裔美國天文學家、數學家

### 18日
- 卡洛斯，马德里公爵

### 19日
- 荒井郁之助，日本武士

### 20日
- 约翰娜·梅斯托尔夫，德國考古學家

### 22日
- 德特列夫·馮·利利恩克龍，德國詩人

### 23日
- 弗雷德里克·霍爾德，南澳大利亞州第19任州長

## 8月

### 5日
- 米格爾·安東尼奧·卡洛，哥倫比亞政治領袖

### 8日
- 聖十字瑪麗，澳大利亞羅馬天主教修女和聖人

### 14日
- 威廉·斯坦利，英國發明家、工程師

### 15日
- 歐幾里得·達庫尼亞，巴西作家

### 22日
- 亨利·拉德克利夫·克羅克，英國皮膚科醫生

### 25日
- 貝薩里翁·朱加什維利，喬治亞鞋匠，約瑟夫·斯大林的父親

### 27日
- 埃米爾·克利斯蒂安·漢森，丹麥發酵生理學家

## 9月

### 2日
- 路易士·德拉森塞里，比利時建築師

### 4日
- 克萊德·費奇，美國劇作家

### 5日
- 路易士·布沃，法國化學家

### 7日
- 歐仁·列斐伏爾，法國先驅飛行員

### 18日
- 格裡戈里·托西萊斯庫，羅馬尼亞歷史學家、考古學家、金石學家和民俗學家

### 22日
- 斐迪南德·費伯，法國陸軍軍官，先驅飛行員

### 27日
- 久拉·多納特，匈牙利雕塑家

### 29日
- 弗拉基米爾·維德裡奇，克羅埃西亞詩人

## 10月

### 4日
- 張之洞，中國晚清洋務派人物

### 7日
- 威廉·湯瑪斯·派普斯，加拿大政治家，新斯科舍省第6任總理

### 13日
- 法蘭西斯科·費雷爾，西班牙無政府主義者（被處決）

### 17日
- 石塚左玄，日本醫生和營養師

### 19日
- 切薩雷·隆布羅索，義大利犯罪學家、醫生

### 24日
- 魯弗斯·佩克漢姆，美國最高法院大法官

### 26日
- 伊藤博文，日本第一任首相（遇刺）

## 11月

### 9日
- 威廉·鲍威尔·弗里思，英國畫家

### 14日
- 約書亞·斯洛克姆，加拿大出生的美國海員和冒險家

### 18日
- Renée Vivien，英國出生的美國詩人

### 19日
- 廖添丁

## 12月

### 10日
- 红云，蘇族戰士

### 14日
- 阿古斯蒂·奎羅爾·蘇比拉茨，西班牙雕塑家

### 15日
- 弗朗西斯科·塔雷加，西班牙吉他手、作曲家

### 16日
- 勒文施泰因-韋爾特海姆-羅森貝格的阿德海德，葡萄牙王后
- 莉娜·摩根斯坦，德國作家、教育家、女權主義者和和平主義者

### 17日
- 利奧波德二世，比利時國王

### 18日
- 米哈伊爾·尼古拉耶維奇，俄羅斯皇室

### 26日
- 弗雷德里克·雷明顿，美國牛仔藝術家、雕塑家

## 日期不详
- 罗伯特·尼斯贝特·贝恩，英国历史学家和语言学家（出生1854年）